# مردان سیاه‌پوش: بین‌المللی
مردان سیاه‌پوش: بین‌المللی (انگلیسی: Men in Black International) یک فیلم علمی–تخیلی اکشن کمدی به کارگردانی اف. گری گری است که در سال ۲۰۱۹ منتشر شد. از بازیگران آن می‌توان به کریس همسورث، تسا تامپسون، لیام نیسون، کمیل نانجیانی، ریف اسپال، ربکا فرگوسن و اما تامپسون اشاره کرد. این فیلم در ۱۴ ژوئن ۲۰۱۹ توسط سونی پیکچرز به نمایش درآمد.

## خلاصه
تیم مردان سیاه پوش آنقدر گسترش یافته تا سرتاسر جهان را پوشش دهد اما دنیا پر از مشکل شده و محافظت از آن کار سخت‌تری شده است. حال با این اوصاف، مامور اچ پیراسته و خوش‌پوش (کریس همسورث) به همراه ماموری تازه‌کار اما فوق‌العاده مصمم یعنی ام (تسا تامپسون) با یکدیگر تیم تشکیل داده‌اند؛ یک زوج بسیار عجیب که احتمال موفق شدن آنها در کنار هم خیلی کم است. زمانی که آنها با یک تهدید بیگانه جدید روبه‌رو می‌شوند که می‌تواند شکل هر کسی (از جمله ماموران خود مردان سیاه پوش) را بگیرد، مجبور می‌شوند اختلافات را کنار بگذارند و به یک ماجراجویی در سرتاسر دنیا بروند تا بتوانند اول از همه سازمان خود و در نهایت کل دنیا را نجات دهند.

## بازخورد
مردان سیاه پوش در وبسایت متاکریتیک بر اساس نقد ۵۱ منتقد امتیاز ۳۸ از ۱۰۰ را بدست آورد که نشان دهنده نقدهای «عموماً نامطلوب»است.این فیلم همچنین در وبسایت راتن تومیتوز بر اساس ۳۲۲ نقد میانگین امتیاز ۴.۵ از ۱۰ را بدست آورد.